# NGC 6083
NGC 6083 é uma galáxia espiral (Sb) localizada na direcção da constelação de Hercules. Possui uma declinação de +14° 11' 10" e uma ascensão recta de 16 horas, 13 minutos e 12,6 segundos.
A galáxia NGC 6083 foi descoberta em 21 de Junho de 1876 por Édouard Jean-Marie Stephan.